# Valencia FC
Valencia FC was een Venezolaanse voetbalclub uit Valencia. 

## Geschiedenis
De club werd in 1964 opgericht en begon een jaar later in de hoogste klasse. In 1971 werd de club landskampioen en mocht daardoor deelnemen aan de Copa Libertadores 1972, daar de club laatste werd in de groepsfase. In 1982 degradeerde de club voor het eerst en slaagde er pas in 1990 in om terug te keren naar de hoogste klasse. De terugkeer was slechts voor één seizoen. In 1993 keerde de club opnieuw terug voor vier seizoenen. Echter door financiële problemen moest de club zich terugtrekken uit het profvoetbal. Carabobo FC werd opgericht om de plaats van Valencia in te nemen. De club ging wel als amateurclub verder. In 2013/14 nam de club nog deel aan de derde klasse van de Venezolaanse competitie. 

## Erelijst
- Landskampioen

1971 (als Valencia FC)